# DFB-Supercup 1990
DFB-Supercup 1990 byl čtvrtý ročník jednozápasového utkání každoročně pořádané soutěže zvané DFL-Supercup. Účastníci soutěže byli dva - vítěz německé Bundesligy sezony 1989/90 Bayern Mnichov se utkal s vítězem německého poháru za sezonu 1989/90, kterým byl 1. FC Kaiserslautern.
Utkání se odehrálo 31. července 1990 na Wildparkstadionu v Karlsruhe. Vítězem tohoto ročníku DFB-Supercupu s díky výhře 4:1 stal Bayern Mnichov.

## Detaily zápasu
| 31. 7. 1990 20:00 SELČ                     |               |                      |                                                                       |
| Bayern Mnichov                             | 4 : 1 (4 : 0) | 1. FC Kaiserslautern | Wildparkstadion, Karlsruhe diváci: 27 000 rozhodčí: Hans-Jürgen Weber |
| Reuter 6' Kohler 19' Bender 28' Strunz 45' | Report        | 62' Kuntz            | Wildparkstadion, Karlsruhe diváci: 27 000 rozhodčí: Hans-Jürgen Weber |